# Lista de vitórias da Colômbia na Fórmula 1
Relacionamos a seguir as vitórias obtidas pela Colômbia no mundial de Fórmula 1 num total de sete até o campeonato de 2025.

## Resumo

### Antecedentes históricos
Coube a Ricardo Londoño o papel de ser o primeiro colombiano a buscar uma vaga na Fórmula 1 embora sua tentativa não tivesse ido além de uma frustrante não classificação para o Grande Prêmio do Brasil de 1981 sendo que nos dois anos seguintes houve participações esparsas de Roberto Guerrero na categoria. Após um hiato de quase 20 anos as primeiras glórias da Colômbia vieram pelas mãos de Juan Pablo Montoya cujo currículo ostentava os títulos de campeão da Fórmula 3000 Internacional de 1998 e da Fórmula Mundial de 1999, ano de sua estreia, além de vencer as 500 Milhas de Indianápolis de 2000. Diante disso o piloto assinou com a Williams-BMW substituindo Jenson Button e permaneceu quatro temporadas no time. Sua estreia ocorreu no Grande Prêmio da Austrália de 2001 ao lado dos futuros campeões mundiais Fernando Alonso e Kimi Räikkönen e marcou seus primeiros pontos na Espanha, onde conseguiu o segundo lugar.
Juan Pablo Montoya foi o 91º piloto a vencer na Fórmula 1 ao triunfar na categoria ao vencer o Itália no primeiro evento esportivo de renome após o 11 de setembro e fez da Colômbia o terceiro país hispânico a obter uma vitória na categoria-mor do automobilismo depois de Argentina e México. Dentre os companheiros do colombiano no grid estava o canadense Jacques Villeneuve, que em 1995 venceu as 500 Milhas de Indianápolis e foi campeão da Fórmula Indy além de ter conquistado o título de Fórmula 1 de 1997.

## Vitórias colombianas por ano
Em contagem atualizada até 2024, a Colômbia está há dezenove anos sem vencer na Fórmula 1, perfazendo 377 corridas.
- Ano de 2001

| Grande Prêmio | Circuito | Data da corrida | Vencedor           | Carro    | Motor | Referências |
| ------------- | -------- | --------------- | ------------------ | -------- | ----- | ----------- |
| Itália        | Monza    | 16 de setembro  | Juan Pablo Montoya | Williams | BMW   | [ 5 ] [ 6 ] |

- Ano de 2003

| Grande Prêmio | Circuito   | Data da corrida | Vencedor           | Carro    | Motor | Referências |
| ------------- | ---------- | --------------- | ------------------ | -------- | ----- | ----------- |
| Mônaco        | Montecarlo | 1º de junho     | Juan Pablo Montoya | Williams | BMW   | [ 6 ]       |
| Alemanha      | Hockenheim | 3 de agosto     | Juan Pablo Montoya | Williams | BMW   | [ 7 ]       |

- Ano de 2004

| Grande Prêmio | Circuito   | Data da corrida | Vencedor           | Carro    | Motor | Referências |
| ------------- | ---------- | --------------- | ------------------ | -------- | ----- | ----------- |
| Brasil        | Interlagos | 24 de outubro   | Juan Pablo Montoya | Williams | BMW   | [ 8 ]       |

- Ano de 2005

| Grande Prêmio | Circuito    | Data da corrida | Vencedor           | Carro   | Motor    | Referências |
| ------------- | ----------- | --------------- | ------------------ | ------- | -------- | ----------- |
| Grã-Bretanha  | Silverstone | 10 de julho     | Juan Pablo Montoya | McLaren | Mercedes | [ 9 ]       |
| Itália        | Monza       | 4 de setembro   | Juan Pablo Montoya | McLaren | Mercedes | [ 10 ]      |
| Brasil        | Interlagos  | 25 de setembro  | Juan Pablo Montoya | McLaren | Mercedes | [ 11 ]      |

## Vitórias por piloto
- Montoya: 7

## Vitórias por equipe
- Williams: 4
- McLaren: 3